# 金学元
金学元（韓語：김학원、1924年12月13日—1982年2月1日），出生於平安北道江界，前韩国陆军中将、釜山集装箱码头公社总裁。

## 生平
1924年出生于平安北道江界郡  1948年大韩民国陆军士官学校第八期毕业，1967年就任第二步兵师团师团长，1969年越南战争期间，他被派往越南担任猛虎部队师团长，在后来一段时间内先后担任了第3师团师团长和陆军军需司令官。
1977年担任陆军军需司令官时,曾顺利收购了战时海外引进的空运货物,在管辖机场设立了航空终端普及所。 此后,1979年荣升为第一野战军司令官,在任期间发生12.12叛乱事件,1981年被转为预备役，退出现役后担任釜山集装箱码头运营公社社长，1982年去世